# Mi Đàm
Mi Đàm (chữ Hán giản thể: 湄潭县, bính âm: Méitán Xiàn, âm Hán Việt: Mi Đàm huyện) là một huyện thuộc địa cấp thị Tuân Nghĩa, tỉnh Quý Châu, Cộng hòa Nhân dân Trung Hoa. Huyện này có diện tích 1845 ki-lô-mét vuông, dân số năm 2002 là 460.000 người. Mã số bưu chính của huyện là 564100. Chính quyền huyện đóng ở trấn Mi Giang. Về mặt hành chính, huyện này được chia thành 8 trấn và 6 hương.
- Nhai đạo:
- Trấn: Mi Giang, Vĩnh Hưng, Mã Sơn, Ngư Tuyền, Hoàng gia Bá, Cao Đài, Mao Bình và Hưng Long.
- Hương: Tẩy Mã, Tây Hà, Tân Nam, Thạch Liên, Sao Lạc và Thiên Thành.